# りーち☆えんげーじ! -子孫繁栄!国立栄華学園中等部-
『りーち☆えんげーじ! -子孫繁栄!国立栄華学園中等部-』（りーち・えんげーじ! -しそんはんえい!こくりつえいががくえんちゅうとうぶ-）は、海堂崇による日本のライトノベル。イラストはCH@Rが担当している。GA文庫（ソフトバンククリエイティブ）より2010年2月から刊行されている。第1回GA文庫大賞編集部特別賞受賞作（受賞時の作品名は『子孫繁栄! 国立栄華学園』）。

## あらすじ
国立栄華学園中等部に通う八島平太は、地味で奥手な平凡な中学2年生である。ある日、学年ランキングの結果に納得できない敷島美妃の普段とは別人の様な素顔を知ったことからエッチな恋のバトルに巻き込まれることになる。

## 登場人物
八島 平太（やしま へいた）
国立栄華学園中等部2年3組所属。異性交流には奥手でありランキングも幼馴染の初瀬渚からの義理の10ポイントのみの地味な男の子。偶然覗いてしまった敷島美妃の秘密の為に美妃に迫られる。
初瀬 渚（はつせ なぎさ）
国立栄華学園中等部2年3組所属。学年ランキング上位3名に常にランクインするほど人気が高い女の子。平太とは家が隣同士の幼馴染であり、平太の奥手な性格を誰よりも心配している。運動神経は抜群であり、学年一の巨乳の持ち主。
敷島 美妃（しきしま みき）
国立栄華学園中等部2年1組所属。学年ランキング1位を誇る女王。『癒しの女神（キュア・ビーナス）』の異名をとり、生徒たちから「美妃様」と呼ばれている。非常に裏表のある性格で、本来の性格を平太に見られた為、平太を自分の虜にしようと接近する。
三笠 龍馬（みかさ りょうま）
平太の親友で国立栄華学園中等部2年3組所属。三笠財閥の御曹司でありアリスの義兄。女好きで軽い性格。常に龍馬と行動を共にし異性どころか同性の友達も作ろうとしないアリスを心配している。アリスを兄離れさせる為、距離を置こうとしており、傍から見れば兄妹間の仲は冷め切っている様に見えるが関係は良好である。
非常に義理堅い性格で、アリスを異性とは意識しないようにしている。
三笠 アリス（みかさ アリス）
龍馬の義妹で国立栄華学園中等部2年1組所属。『アイスプリンセス』の異名を持つ美少女で生徒たちから「姫」と呼ばれている。フランス人の母親と日本人の男性の間に生まれた子供で、実父の死後に母親が龍馬の父親と再婚した為、三笠家の養子となった。一族からは相手にされておらず誰にも心を開いていなかったが、同い年の龍馬に面倒を見てもらっていた為、龍馬には心を開いており、異性として慕っている。
天城 晶（あまぎ あきら）
国立栄華学園中等部2年3組所属。学年ランキング3位で中性的な顔立ちで容姿端麗・成績優秀・運動神経抜群の人気者。面白ければなんでも良い為、周囲を巻き込んだ騒動を起こし自分は高みの見物をするのが好き。
木葉 由香（このは ゆか）
国立栄華学園中等部の教師で2年3組の担任。恋愛を教えている。
長月 紅葉（ながつき もみじ）
国立栄華学園長。どう見ても20代にしか見えない才色兼備な女性だが、容姿とは裏腹に際どい発言を連発する。
伊達 優作（だて ゆうさく）
国立栄華学園中等部2年1組所属。栄華学園中等部生徒会副会長で、顔良し・スタイル良し・文武両道で真面目で誠実な名実共に学園ナンバー1の色男。
朝風 京子（あさかぜ きょうこ）
栄華学園中等部3年で生徒会長。モデル顔負けの美貌と学業優秀な知性を兼ね備えたカリスマ生徒会長として全校生徒から慕われており、3年生の学年ランキングでは常に1位を保持する。
千歳 司（ちとせ つかさ）
栄華学園中等部2年5組所属。すごく可愛らしい子。一人っ子で兄に憧れを持っており、たまたま自分をナンパして来た龍馬をお兄ちゃんと呼ぶことに。

## 舞台
国の少子化対策の一環として設立された国立栄華学園という中高一貫校を舞台にしている。中等部の生徒数は1学年200名以上のマンモス校である。学園の理念は「若いうちからの異性交流の推奨」であり不純異性交流も認められており、「命中」さえしなければハメを外しても良いという校風である。学園独自のカリキュラムとして「恋愛」があり、教師が異性とのコミュニケーションのやり方を教えている。毎月生徒たちの投票で人気の生徒が決まる「学年ランキング」というシステムがあり、男女上位3名には学園長から風変わりな特典が与えられる（但し、男女間で与えられる格差は激しい）。

## 既刊一覧
- 海堂崇（著） / CH@R（イラスト） 『りーち☆えんげーじ! -子孫繁栄!国立栄華学園中等部-』 ソフトバンククリエイティブ〈GA文庫〉、既刊2巻（2010年6月15日現在）
  1. 2010年2月28日初版発行（2月15日発売[1]）、ISBN 978-4-7973-5862-9
  2. 2010年6月30日初版発行（6月15日発売[2]）、ISBN 978-4-7973-6023-3